# Baseball ai Giochi della XXIII Olimpiade
Le gare di baseball alle olimpiadi estive del 1984 si sono svolte ad agosto a Los Angeles.

## Gara maschile
| Pos. | Nazione       |
| ---- | ------------- |
| 1    | Giappone      |
| 2    | Stati Uniti   |
| 3    | Taipei cinese |

## Medagliere per nazioni
| Pos. | Nazione       | Oro | Argento | Bronzo | Totale |
| ---- | ------------- | --- | ------- | ------ | ------ |
| 1    | Giappone      | 1   | 0       | 0      | 1      |
| 2    | Stati Uniti   | 0   | 1       | 0      | 1      |
| 3    | Taipei cinese | 0   | 0       | 1      | 1      |